# Domenico Modugno
Domenico Modugno (Polignano a Mare, 1928. január 9. – Lampedusa, 1994. augusztus 6.) Grammy-díjas olasz énekes, dalszövegíró, később olasz parlamenti képviselő volt.

## Élete
Puglia tartományban, egy Bari megyebeli kis faluban született. Gitározni és harmonikázni tanult, majd a színészi pályára lépett. 1949-ben már filmen szerepelt, színházban 1952-ben lépett először fel. 1956-ban tett első kísérlete után, 1958-ban vált ismertté, amikor megnyerte a Sanremói Dalfesztivált a Volare (Nel blu, dipinto di blu) című dalával, amely világszerte egy csapásra ismert lett Japántól Pakisztánig. A dallal harmadik lett az 1958-as Eurovíziós Dalfesztiválon. 1959-ben turnézott az Amerikai Egyesült Államokban, ahol két Grammy-díjat is kapott.
38 film fűződik nevéhez.
1986-tól politikusi pályára lépett, az Olasz Radikális Párt tagjaként, többek között az agrigentói pszichiátriai intézet ápoltjainak embertelen körülményei javításáért is küzdött. 1987-től alsóházi képviselő, Torino küldötte volt, 1990-től az agrigentói önkormányzat tanácsosa, és a felsőház tagja lett.
1994-ben Lampedusa szigetén hunyt el.

## Ismertebb dalai
- Lu Pisce Spada (A kardhal)
- Nel blu dipinto di blu (Szállni a kékre festett égen), ismertebb címén: Volare
- La lontananza (A távollét)
- Piove (Eső), ismertebb címén: Ciao, ciao bambina
- Sopra i tetti azzurri del mio pazzo amore (Őrült szerelmem kék tetői fölött)
- Vecchio Frac(k) (Régi frakk)
- Non piangere Maria (Ne sírj, Mária)
- Il maestro di violino (A hegedűtanár)
- Piange il telefono (Sír a telefon)
- Come prima (Úgy, mint rég)